# Château Gaillard (Amboise)
El dominio real Château Gaillard (en francés: domaine-royal de Château Gaillard), es un palacete y una finca situada en Amboise, valle del Loira, en la antigua provincia de la Turena. Considerado lugar querido por el rey Carlos VIII de Francia tras su regreso de la primera guerra de Italia, comprende en particular una residencia real, que figura entre los castillos del Loira y que se extiende al pie del flanco meridional del Éperon des Châteliers (lit. acantilado de los castellanos), sobre el que se alza el castillo de Amboise, en las proximidades del castillo de Clos Lucé.
El dominio de Château Gaillard fue un «laboratorio» del Renacimiento francés: primer jardin d'acclimatation en Francia con la creación de la primera orangerie real francesa, primer jardín renacentista francés creado por Dom Pacello da Mercogliano con la realización de la primera perspectiva paisajística axial y de los primeros parterres «à la française», primera transposición francesa de la arquitectura del Renacimiento italiano encarnada por las villas de los Medici en Florencia. La residencia real de Château Gaillard fue objeto de una inscripción al título de los monumentos históricos en 1963. Después de cuatro años de restauración, el dominio fue abierto al público en 2014.

## Historia

### Creación del dominio real

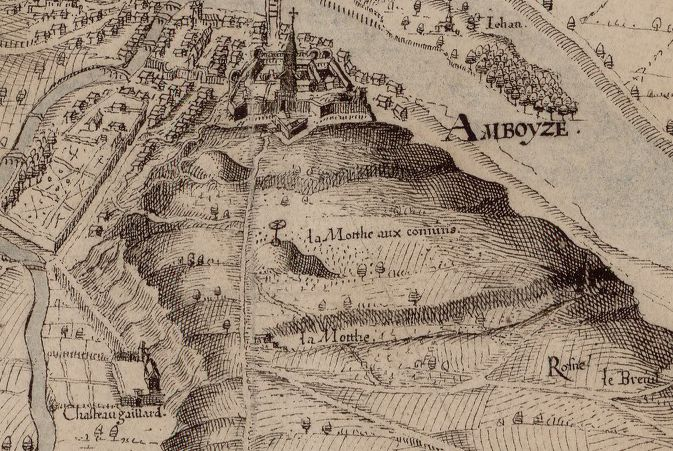
Mapa de Amboise en 1600

Château Gaillard fue un dominio real creado por Carlos VIII al regresar de la primera guerra de Italia en 1496. Admirador de la Villa Poggio Reale de Alfonso II de Nápoles en Nápoles, el joven rey deseaba tener una residencia comparable cerca de su castillo de Amboise.
Vecino de Clos Lucé y al pie del castillo de Amboise, el dominio real de Chateau-Gaillard consistía en una residencia de placer construida sobre una terraza abierta por el flanco sur del Éperon des Châteliers (sobre el que se construyó el conjunto castral de Amboise), que domina un parque de una quincena de hectáreas acondicionado sobre las antiguos pantanos del Amasse. Orientado hacia el sur, al abrigo de los vientos del norte por una amplia concavidad abrupta del espolón que forma un acantilado de unos veinte metros de altura, este sitio, cuyo microclima es comparable al clima mediterráneo, permitió que se hiciera la primera adaptación francesa del jardín a la italiana.

### Jardín real creado por Dom Pacello da Mercogliano
Considerado uno de los creadores italianos del Quattrocento, Pacello da Mercogliano acompañó a Carlos VIII a su regreso de la primera primera campaña de Italia y fue el origen de los jardines del renacimiento francés por las creaciones paisajísticas y las obras de aclimatación agronómica que dirigió desde 1496 en los «Jardins du Roy» de Château Gaillard.
La implantación de estos jardines se hizo en este sitio debido a su orientación al sur y a la presencia de manantiales y arroyos inexistentes en el espolón del castillo de Amboise. En materia de paisajismo, en él se realizó la primera perspectiva de paisaje axial y las primeros parterres à la française, integrando el espejo de agua proporcionado por el río Amasse [Tesoro] y el curso de una fuente gala que lo alimenta. En materia de aclimatación agronómica se logró: las primeras aclimataciones de cítricos (especialmente naranjas y limones) y de melocotoneros al norte de la Francia mediterránea, desarrollando allí la producción en serricultura en invernaderos calientes y mediante la creación de la primera  orangerie real francés (combinando la técnica hortícola de «cajas para macetas»), obteniendo la ciruela reina claudia, así como el desarrollo del cultivo septentrional de melones y de tomates en una chartreuse, comportando parcelas hortícolas separadas por muros cortavientos.

### Parque pacelliano y primeros jardines del Renacimiento

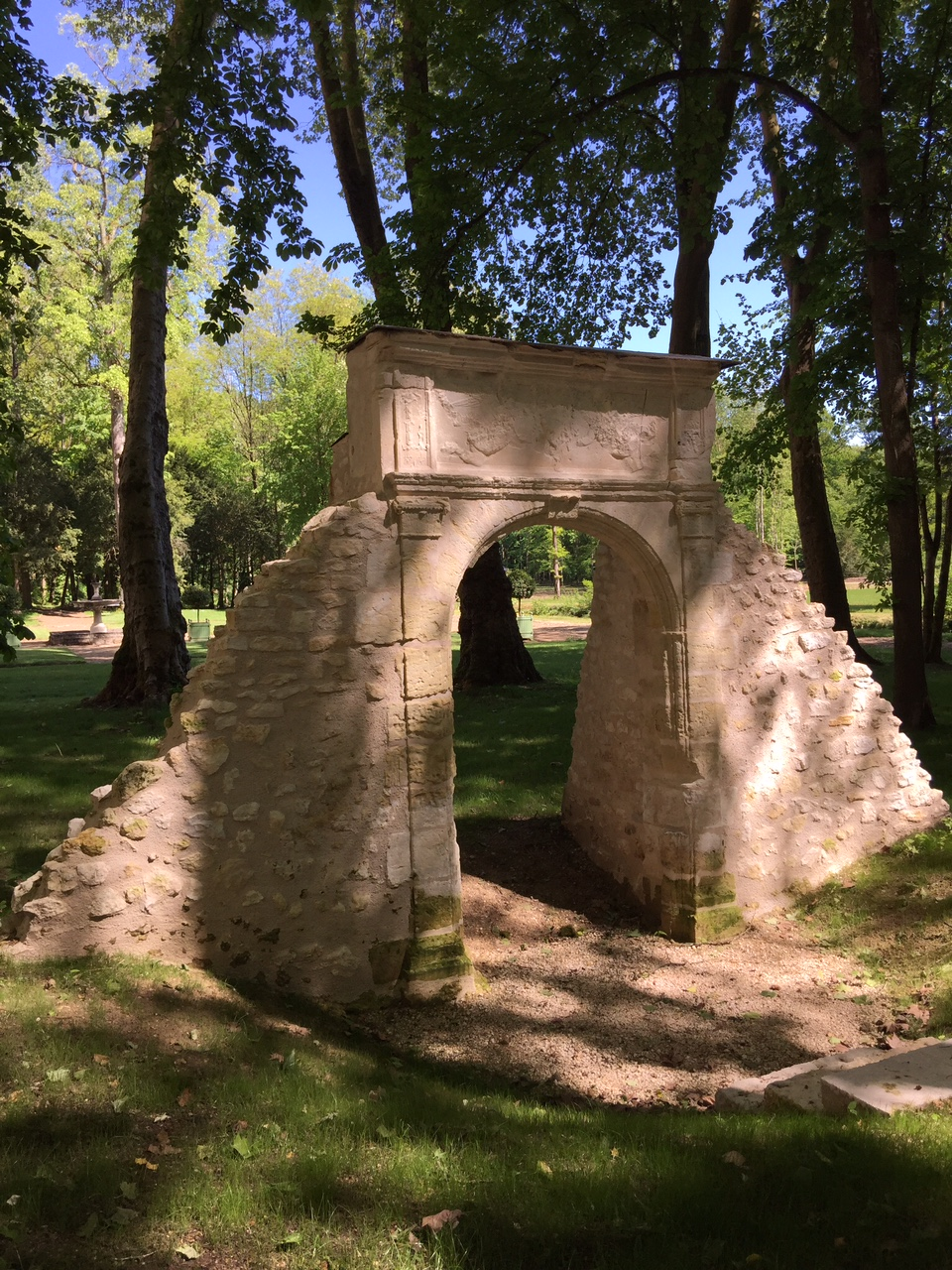
Arco que data de 1496 en el parque

Atravesado por el Amasse y el curso de una fuente que fluye en él, el parque con una quincena de hectáreas se encuentra al pie de la cara sur del Éperon des Châteliers.
Concebido y acondicionado originalmente por Pacello da Mercogliano, cuenta entre otras cosas con un antiguo portal de acceso que data de 1500, cuyo dintel tiene las armas de la Primera Casa de Valois, árboles multicentenarios (robles, cedros, tejos, tulíperos de Virginia, olmos, hayas, acacias, árboles de Judea...), una cabaña de campo del siglo XVIII, gutas y un paseo de 350 metros de largo bordeado con varias hileras de plátanos, creado en 1885 por Jean Théodore Coupier,· ingeniero químico e industrial, entonces propietario del lugar.

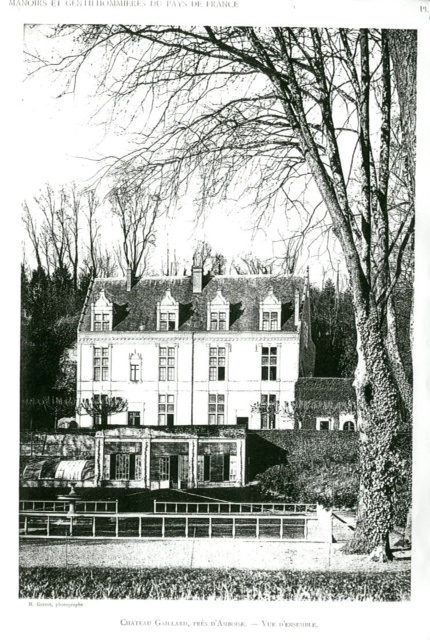
Château Gaillard, vista de conjunto que data de 1925

### Personalidades notables proprietarias del dominio
Luis XII cedió el dominio a Pacello da Mercogliano en 1505 (cesión que este último hará refrendar por letra patente de Francisco I), contra un arrendamiento anual de 30 sous y un ramo de flores de los naranjos por año.
Tras haber sido una de las residencias de Carlos VIII y Ana de Bretaña y después de Luis XII y de Pacello da Mercogliano, el Château Gaillard vio residir sucesivamente entre sus paredes a: René de Saboya (1473-1525) y su esposa Anne Lascaris (1487-1554), Jean III de Lorena (1498-1550), Francisco II y María Estuardo, Carlos de Lorena-Guisa (1524-1574) que hizo rediseñar la fachada del logis real en 1559, René de Villequier (1574-1589), la familia Della Rovere, André Malraux y Louise de Vilmorin (1902-1969).
El dominio pertenece actualmente a Fanny y Marc Lelandais y a sus hijos.

## Château

### Arquitectura del logis real

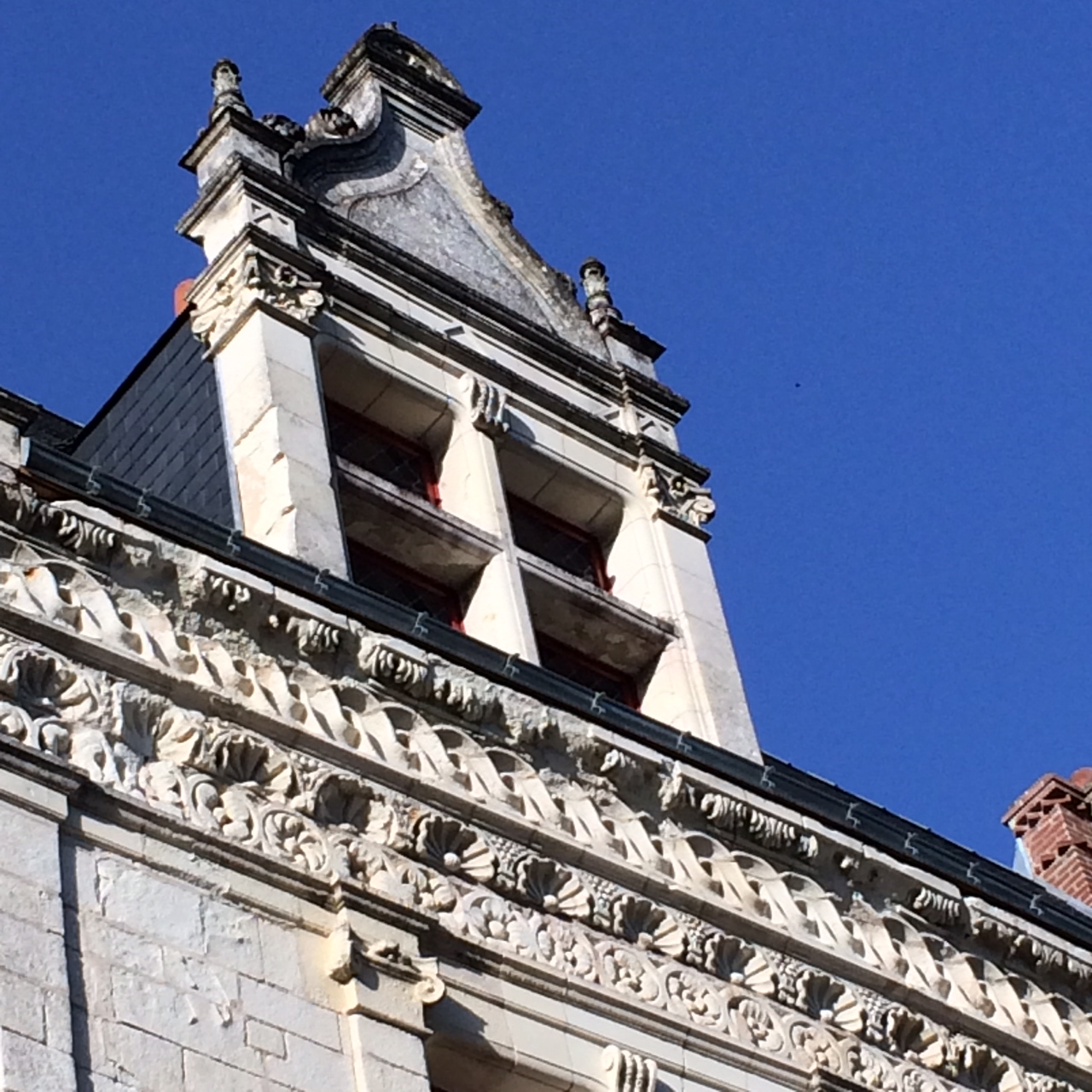
Lucarnas y entablamento

Por su arquitectura general conforme a las reglas arquitectónicas de los edificios franceses del siglo XV (cubiertas inclinadas, buhardillas rematadas por un gablete coronado por acróteras y enmarcado de pináculos, torreta de escalera sobresaliente de planta octogonal, ventanas en cruz, etc.), a la que se asocian una ornamentación interior y una fachada de corps de logis sobre terraza incorporando los criterios artísticos del Renacimiento italiano, el logis real de Château-Gaillard presenta una armoniosa síntesis arquitectónica del gótico internacional y de la arquitectura del Renacimiento.
Las grandes lucarnas, las altas ventanas en cruz en doble travesía y un entablamento imponente también confieren al logis real una pujanza arquitectónica en respuesta a la fuerza natural del acantilado sobre el que se adosaba. El logis real tiene también muchos motivos heráldicos, como la salamandra, animal icónico de François I fijada en la cumbrera de los hastiales del corps de logis. Las cuentas de construcción del logis real de Château-Gaillard no se conocen. Además, ningún archivo conocido se refiere explícitamente a sus diseñadores, contratistas, constructores y decoradores.

#### Ornamentación de la fachada del corps de logis
En un notable estado de conservación, la fachada de sillería de tufa blanca del corps de logis presenta una combinación de diferentes criterios arquitectónicos. De proporciones ortonormales «à la Bramante», regular y simétrica, comporta una serie de peculiaridades de las molduras que se pueden adscribir a los principios de la arquitectura del Primer Renacimiento italiano. Además, fue rehecha desde 1559 por Carlos de Lorena-Guisa (1524-1574) según los criterios ornamentales del Alto Renacimiento: imponente entablamento (de una altura excepcional de 1,20 m), pies derechos de ventanas en cruz y de puertas exteriores doblados de una jamba en pilastra coronado por un capitel, pies derechos de lucarnas rematados de un capitel, coronamiento en coquilles, parteluces de puertas adornados con una cartela de roleos.

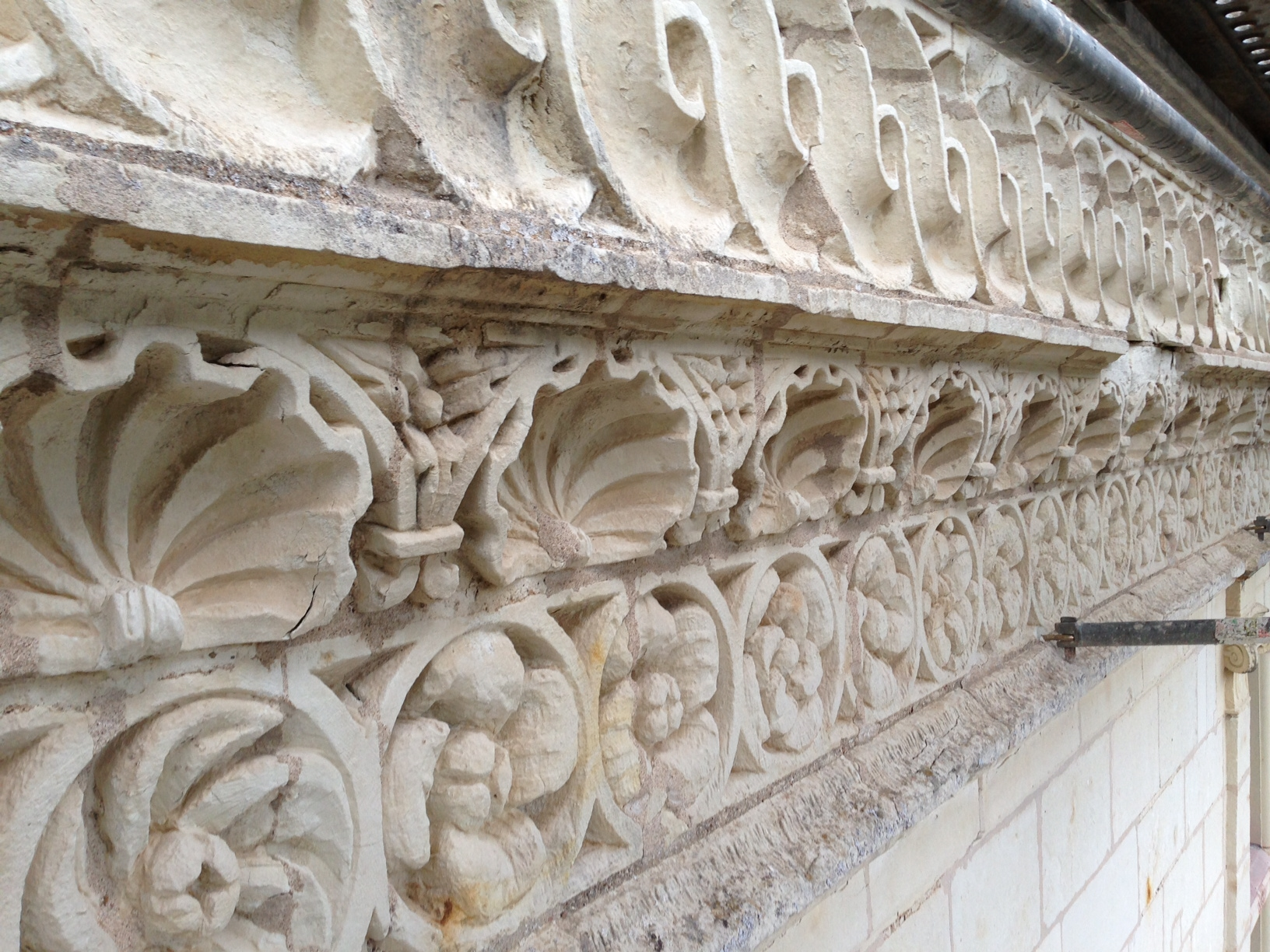
Entablamento
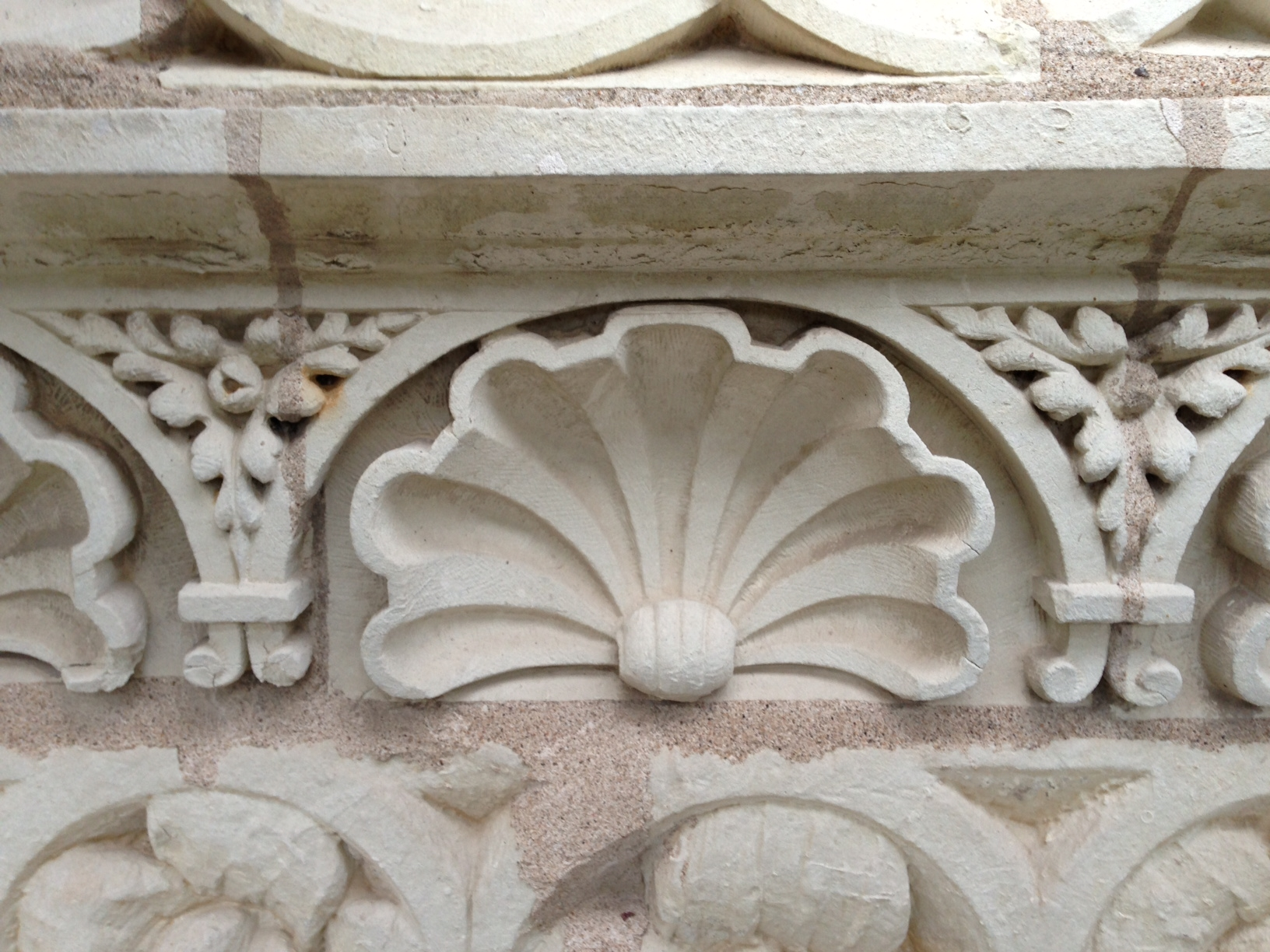
Coquille, detalle del friso
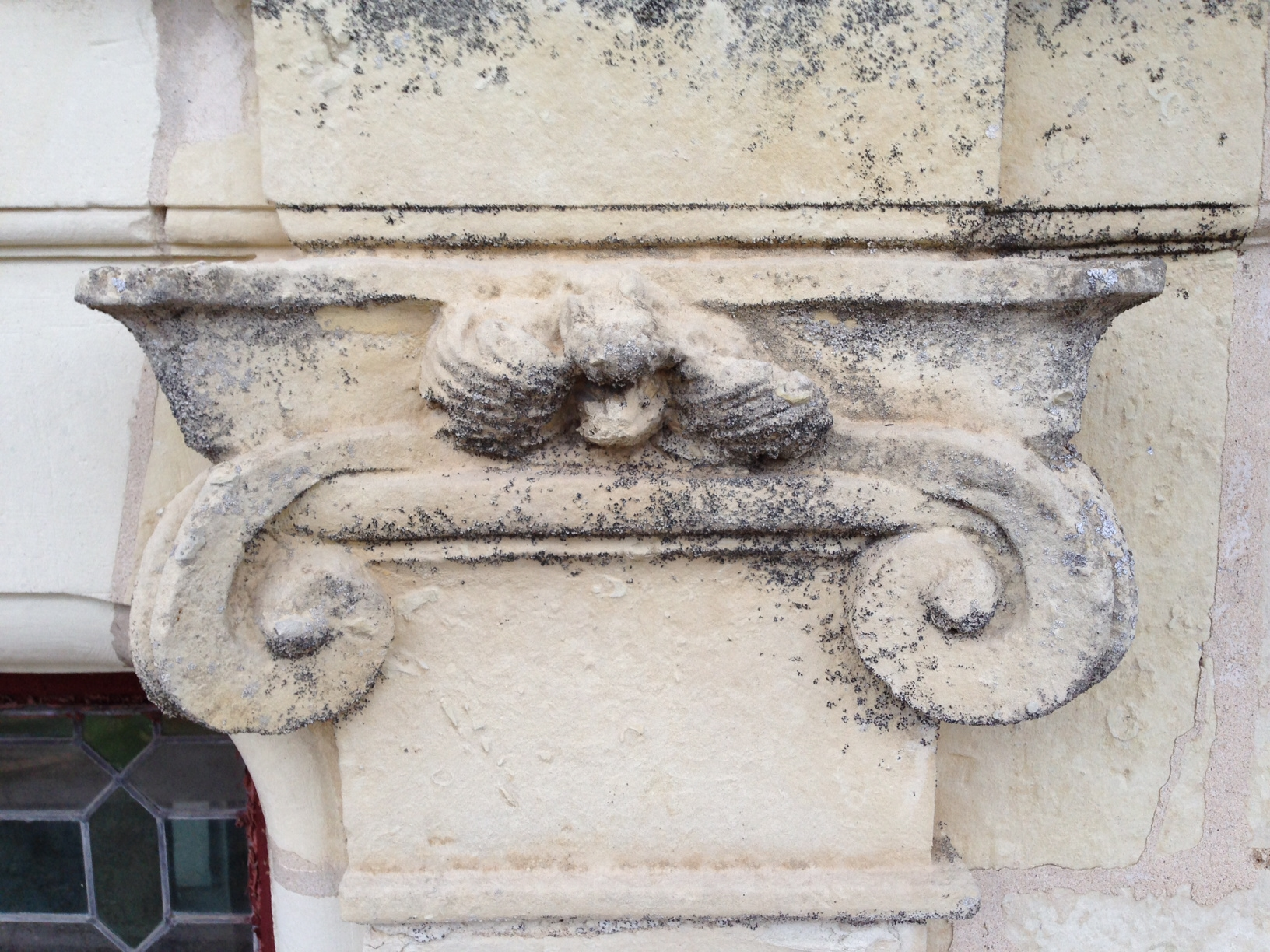
Capitel ornado de volutas de una columna jónica
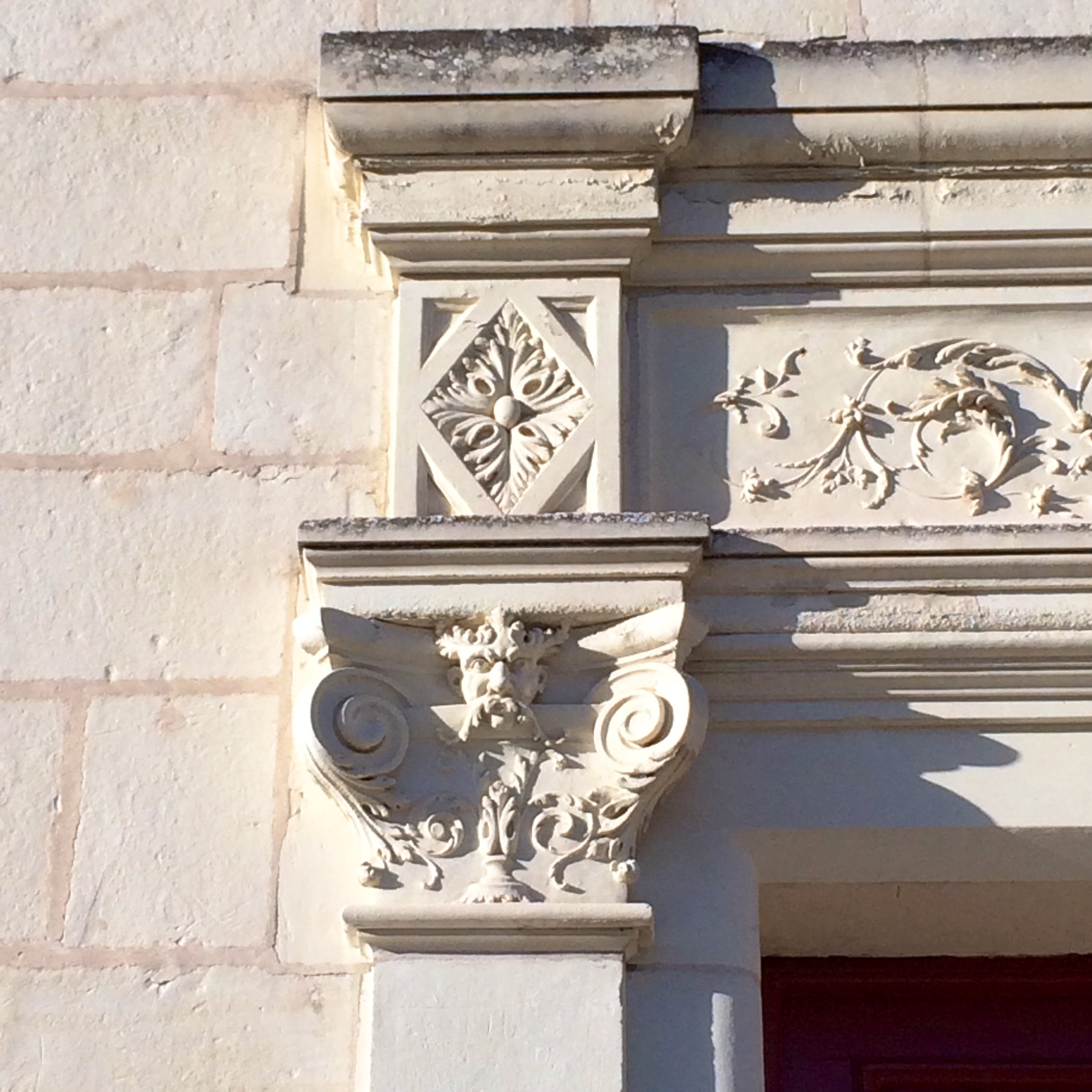
Capitel con putti y cabeza de mártir
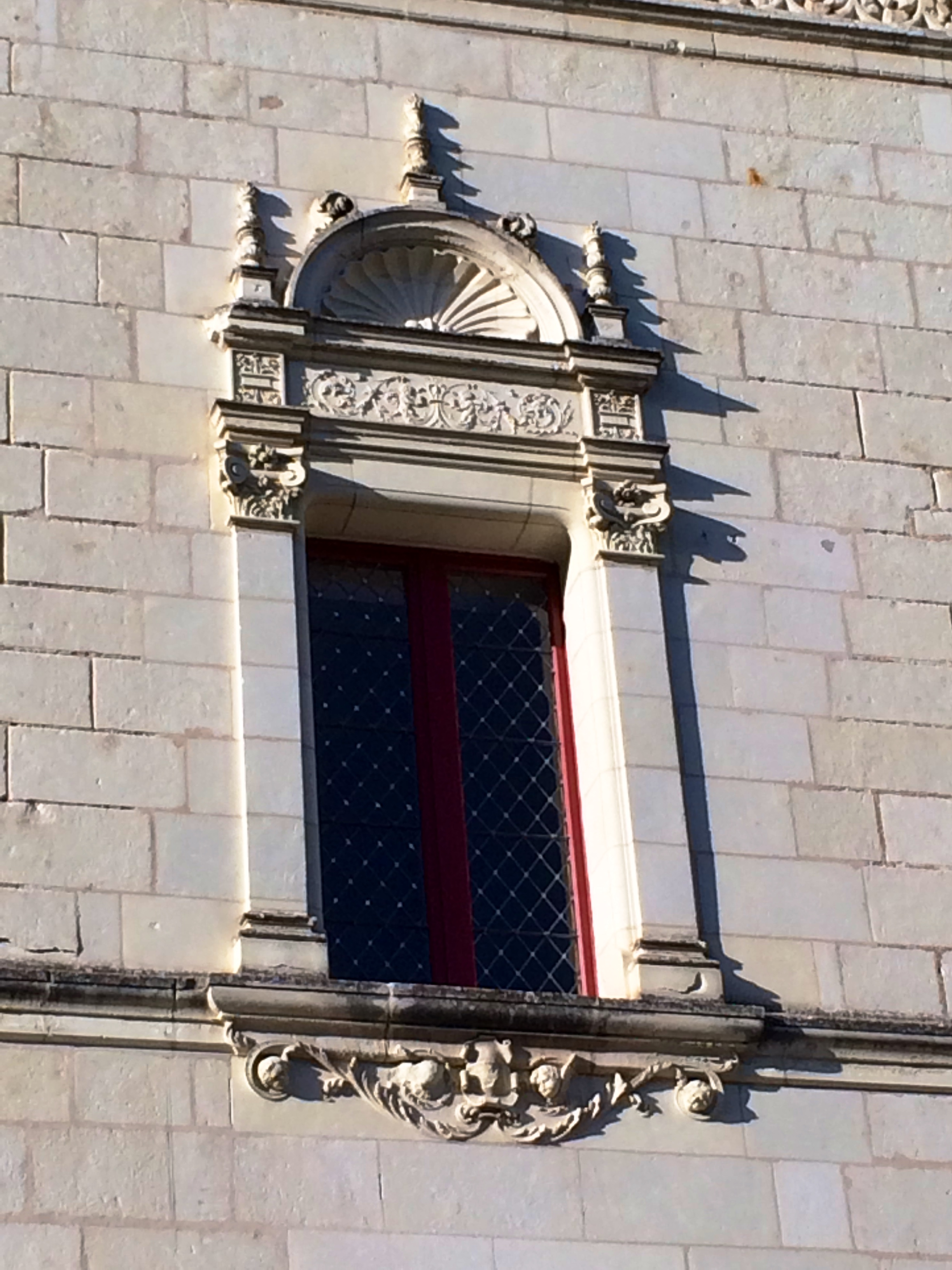
Ventana flanqueada por pilastras y coronada por una coquille

Las esculturas de los capiteles que rematan las pilastras que enmarcan las ventanas en cruz son todas diferentes unas de otras, alternando los órdenes jónico y corintio. Los tres frisos esculpidos del entablamento incluyen, de arriba abajo, meandros, coquilless y rosetas. La cornisa también está esculpida con hojas de acanto. Muchas restauraciones de esculturas emprendidas desde 2010 (por el escultor Bisson) permiten poner en valor muchos elementos que datan del Primer Renacimiento.

#### Cruceros de vitrales

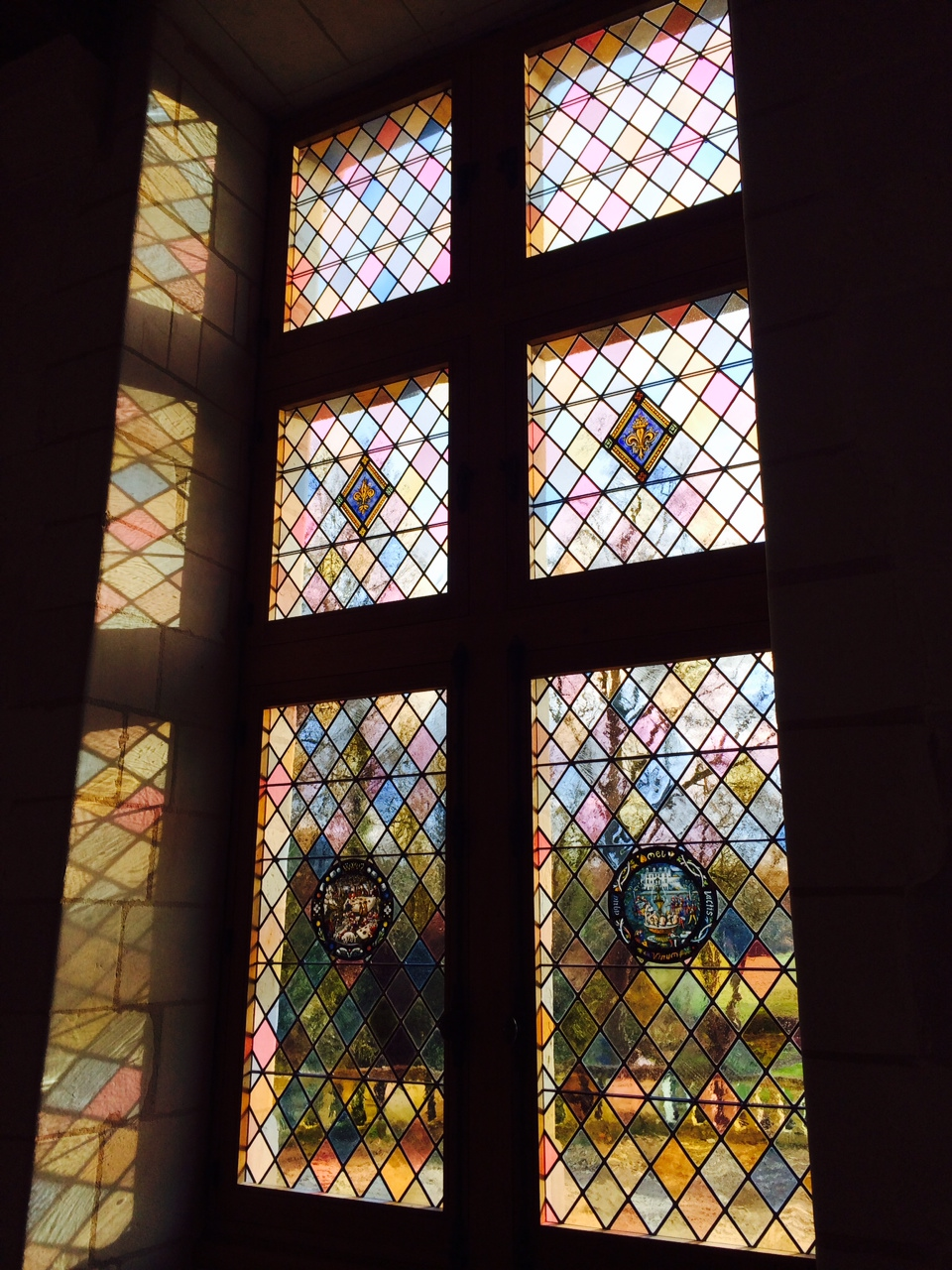
Vitral de la fachada sur

Las altas ventanas en doble cruz de la fachada del corps de logis disponen de chasis con vidrieras polícromas. Estos vitrales se han restaurado de acuerdo con el arte de las vidrieras del siglo XVI: piezas de vidrio soplado a la boca (por Verrerie de Saint-Just), decorados y después ensamblados con plomo y cobre (por el vitralista Audoux vidrieras de La Croix-en-Touraine). Reproducen las obras iconográficas de los siglos XV y XVI, cuyos temas están en su mayoría relacionados con la historia del château Gaillard: retratos de los titulares del dominio, fuente de la juventud, cultura de las orangeries, conspiración de Amboise, obtención de la ciruela claudia, primera campaña de Italia, la caza Snack (del libro de caza Gaston Fébus), caza de Saint-Hubert...

#### Torreta y patio

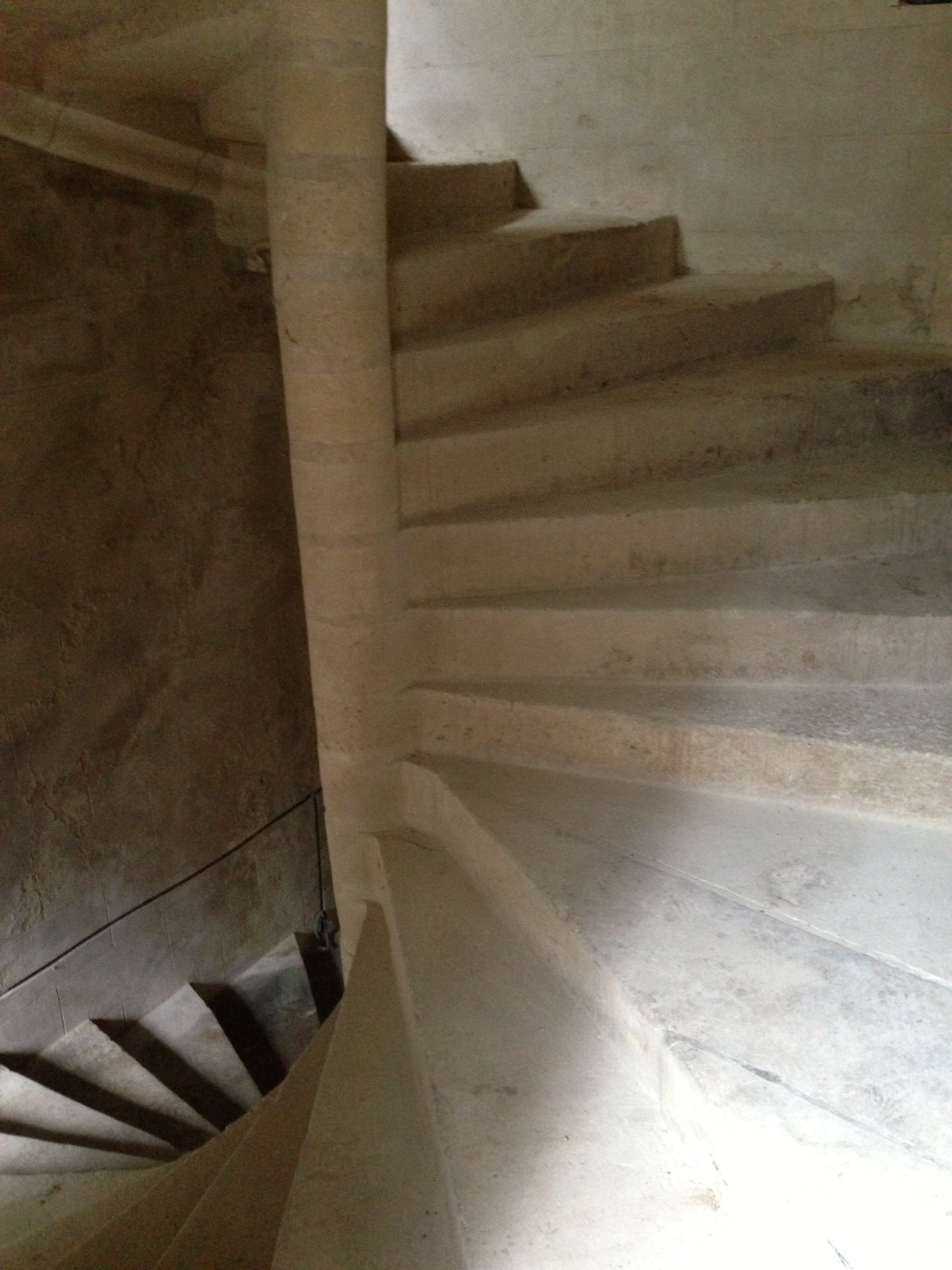
Escalera de caracol de la torreta

La torreta del siglo XV, de sección octogonal de 2,75 m, alberga una escalera de caracol que sirve a los tres pisos del corps de logis. Sería el único elemento que quedará del edificio medieval anterior, lo que explicaría su singular ubicación en la parte posterior de este último. Tres culs-de-lampes del siglo XV se conservan figurando en ellos: un diablotin, un sol y una quimera. Antes de la reforma de la fachada del corps de logis de 1559 hecha por Carlos de Lorena-Guisa, el acceso al edificio principal se realizaba en la parte posterior de esta última por la puerta exterior de la torreta, cuyo dintel tiene las armas de René de Saboya. Esta torreta de proporciones monumentales era parte de un conjunto castral para proteger la entrada sur de la ciudad de Amboise por el río Amasse. Este conjunto castral es todavía visible en las tarjetas postales de 1900 que revelan las murallas y una torre sobre la ladera.
El teselado del patio, situado en la parte trasera del corps de logis (entre esta última y el acantilado), ha sido totalmente restaurada.

### Acondicionamientos interiores del corps de logis

#### Sala Luis XII

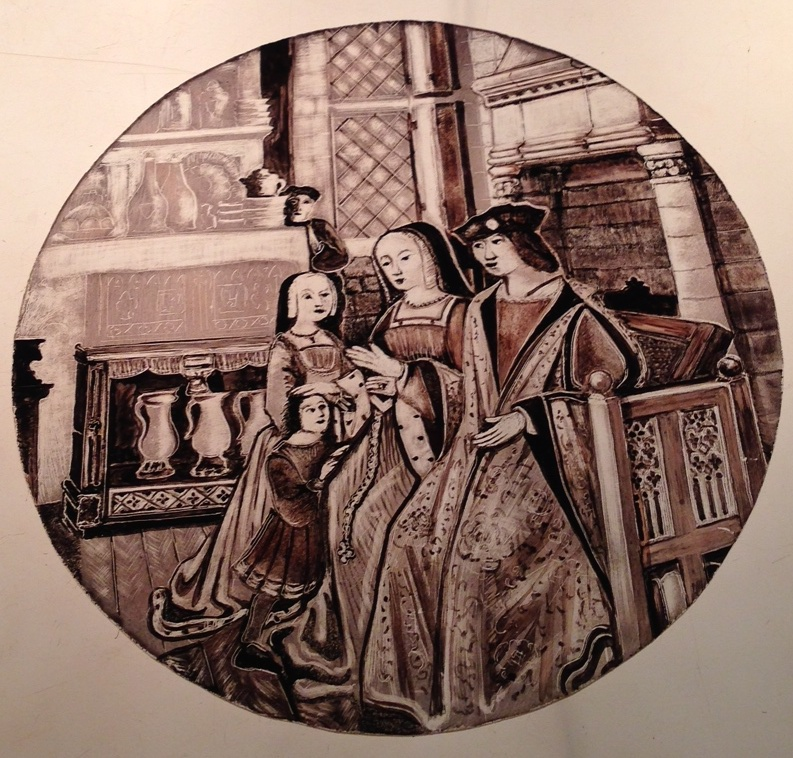
Iluminación que representa a Luis XII y a Ana de Bretaña

El frontón de la chimenea monumental italianizante, flanqueada por pilastras rematadas por unos capiteles de orden compuesto, está decorado con los emblemas de Luis XII y de Ana de Bretaña, respectivamente un puercoespín y el armiño.
Inspirados por el manuscrito iluminado «L’Homme riche ou la Noblesse» [Hombre rico o la nobleza] que figuraba en el manuscrito Les Quatre états de la société [los cuatro estados de la sociedad] de Jean Bourdichon, las vidrieras restauradas representan: Ana de Bretaña y Luis XII en familia, sus emblemas, así como al segundo dictando sus instrucciones a su consejero Hector de Troyes en cuanto a la celebración de su victoria de Agnadel sobre la república de Venecia.

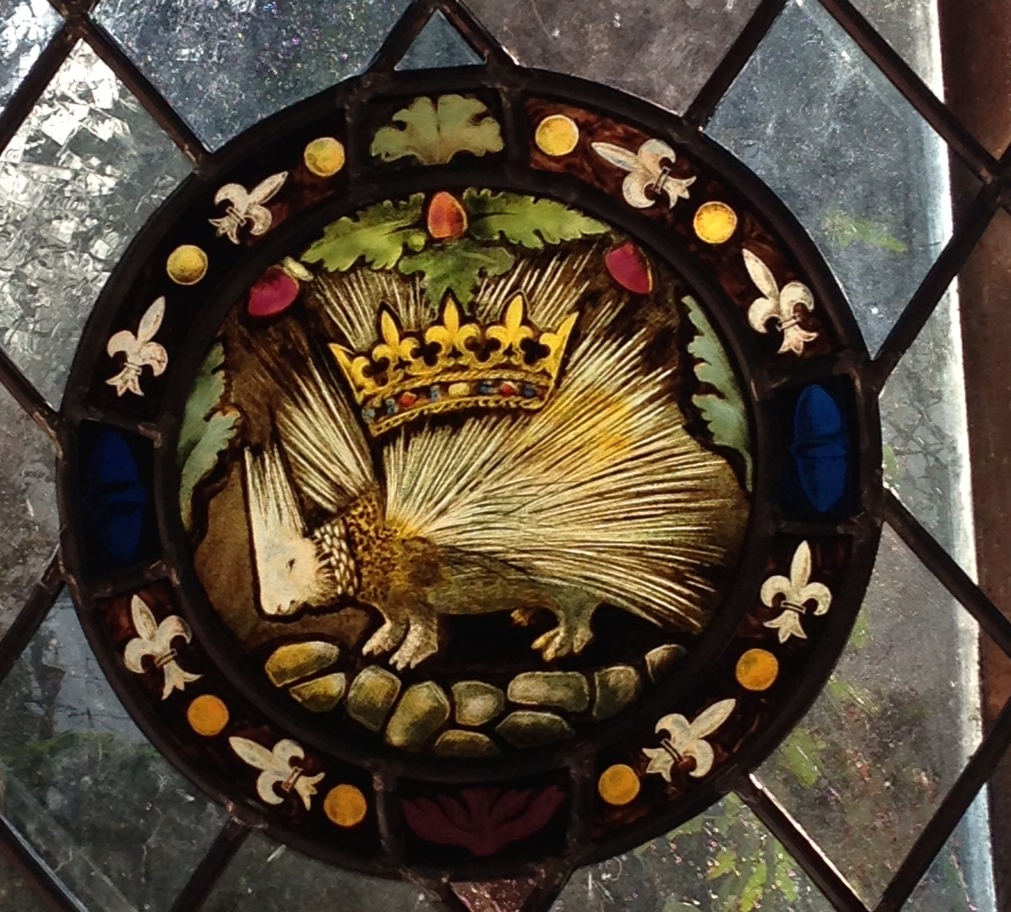
Emblema de Luis XII, el puercoespín
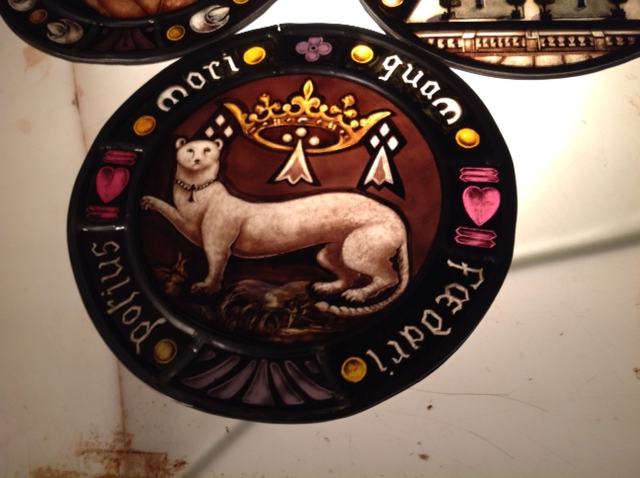
Emblema de Ana de Bretaña, el armiño
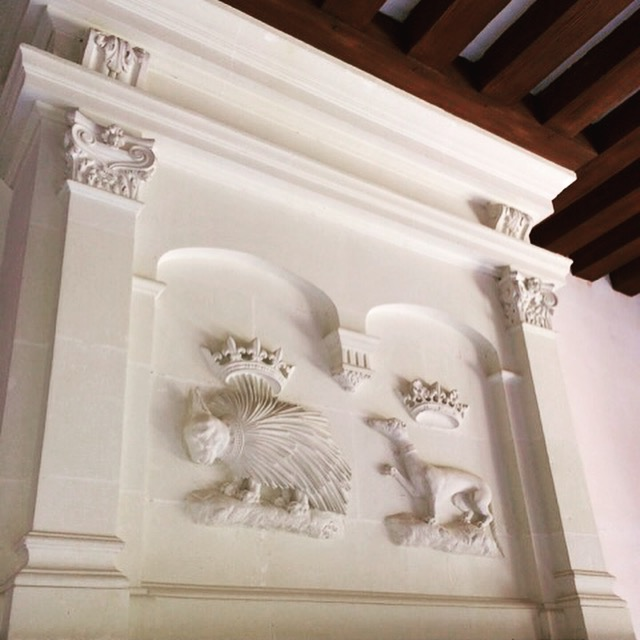
Frontón de la chimenea

#### Gran salón Carlos VIII

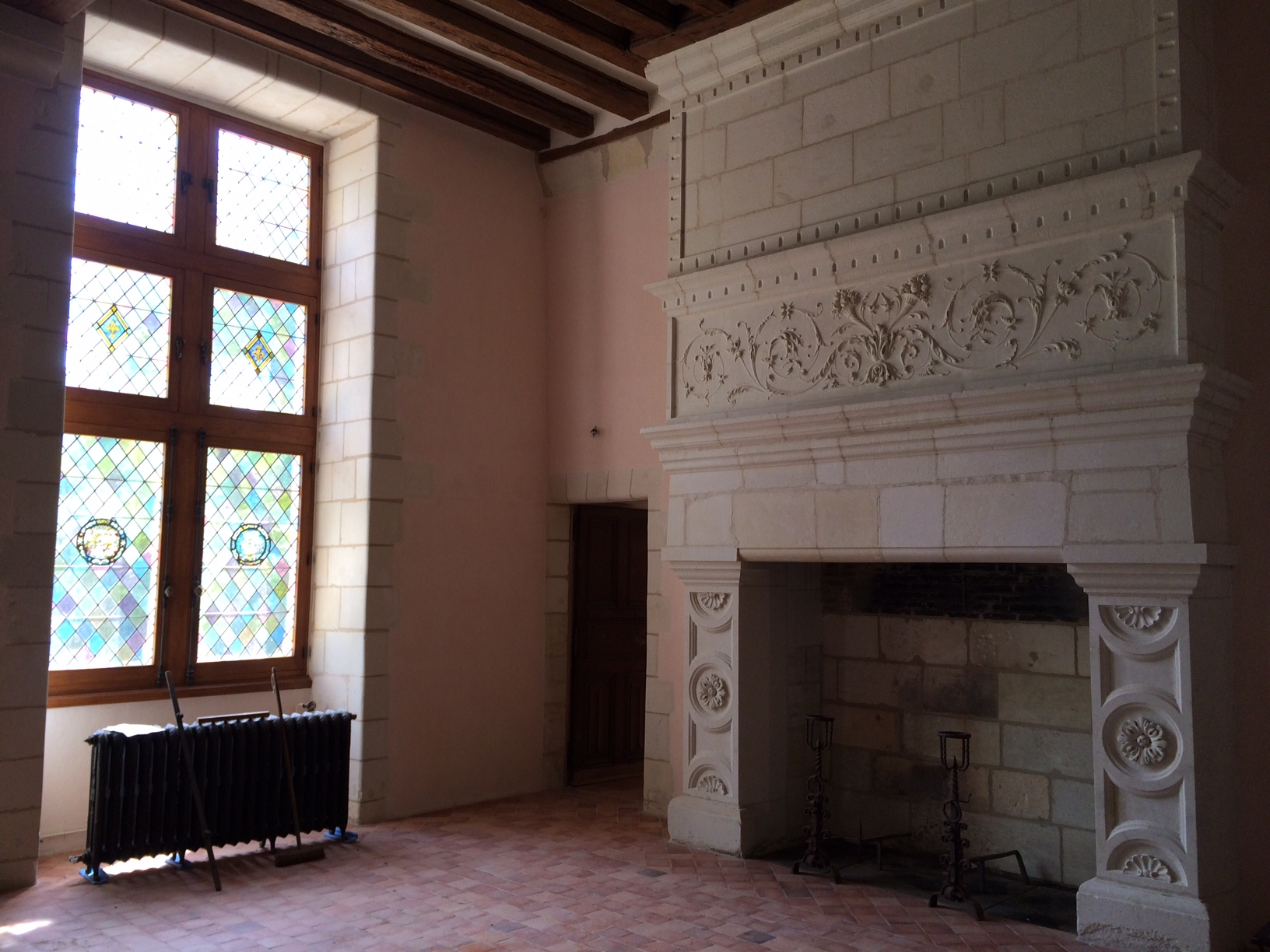
Chimenea del gran salón

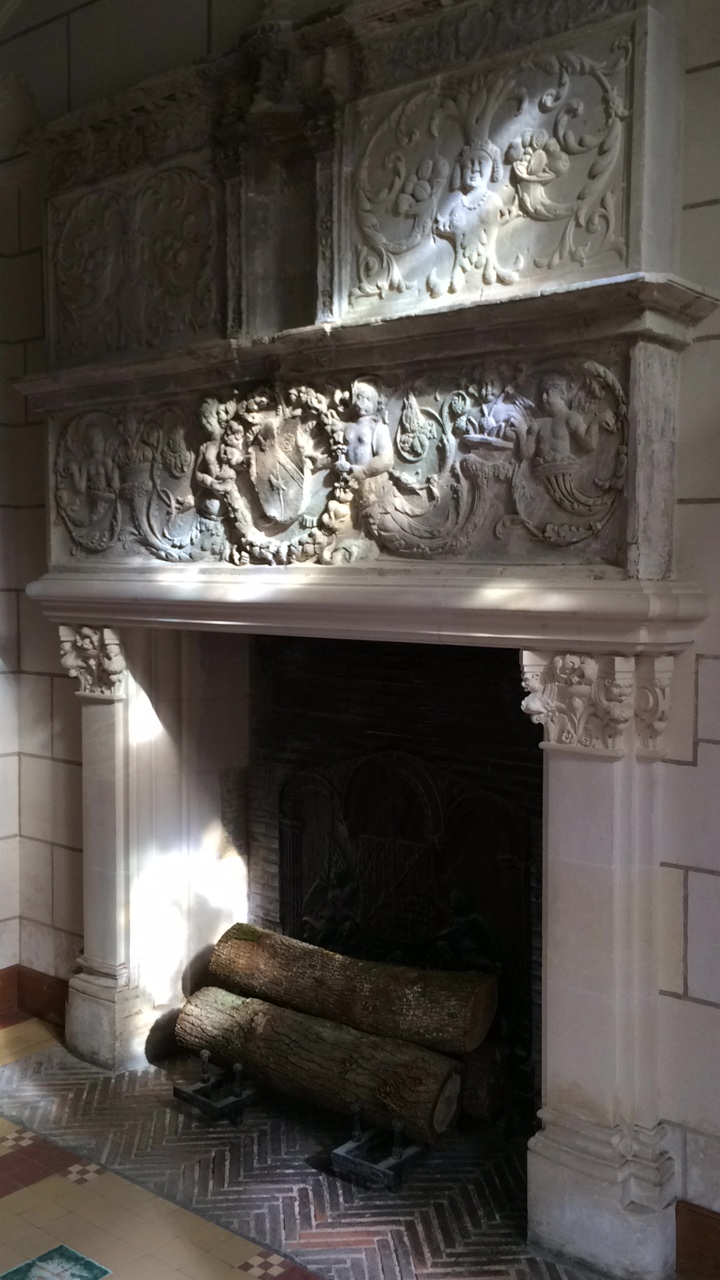
Chimenea del comedor

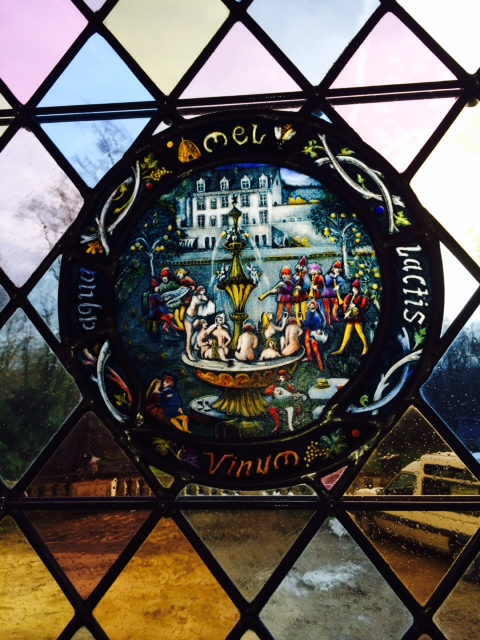
La fuente de la Juventad

De grandes dimensiones muy equilibradas, el Gran salón tiene una chimenea monumental italianizante cuyo frontón de cesta está adornado con un cartela de roleos y las ambas de rosetas, con un techo a la francesa (que se habría hecho a partir de 1519 cuando el dominio era propiedad de René de Saboya), de un solado embaldosado del piso (alternando tierra de Siena y caolín) y dos puertas talladas: una de dragones y sirenas, otra con el emblema de Francisco I: una salamadra coronada.
Los vitrales restaurados incluyen: las grandes armas de la Primera Casa de Valois, la fuente de la juventud, la Colacción de la caza (según el libro de caza de Gaston Fébus), un retrato de Carlos VIII ostentando el Collar la Orden de San Miguel (inspirado en una de las pinturas conservadas por el Musée Condé) y un retrato ecuestre de Luis XII inspirados en su entrada solemne en Génova en 1507 (a partir de la estatua ecuestre que corona el portal de entrada del ala Luis XII del castillo real de Blois).

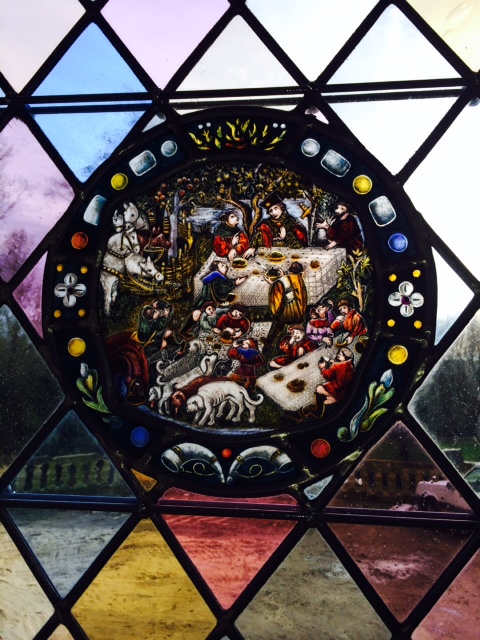
La colación a la caza según Gaston Phebus.
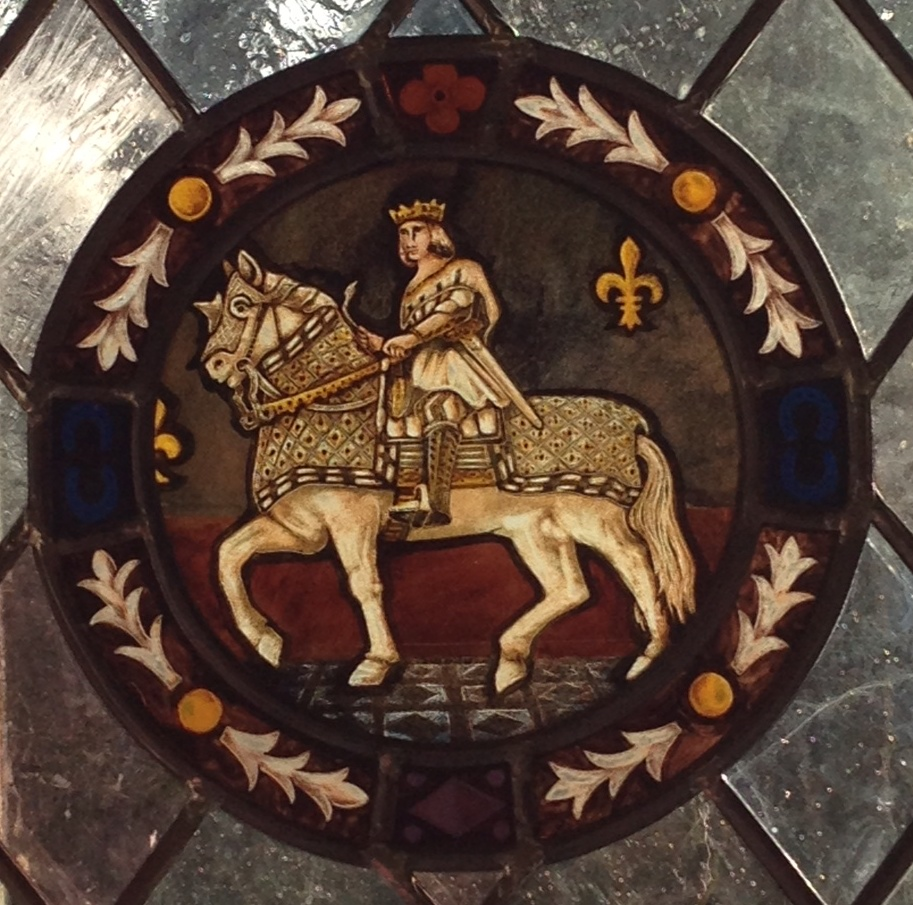
Vitral de Luis XII conquistando
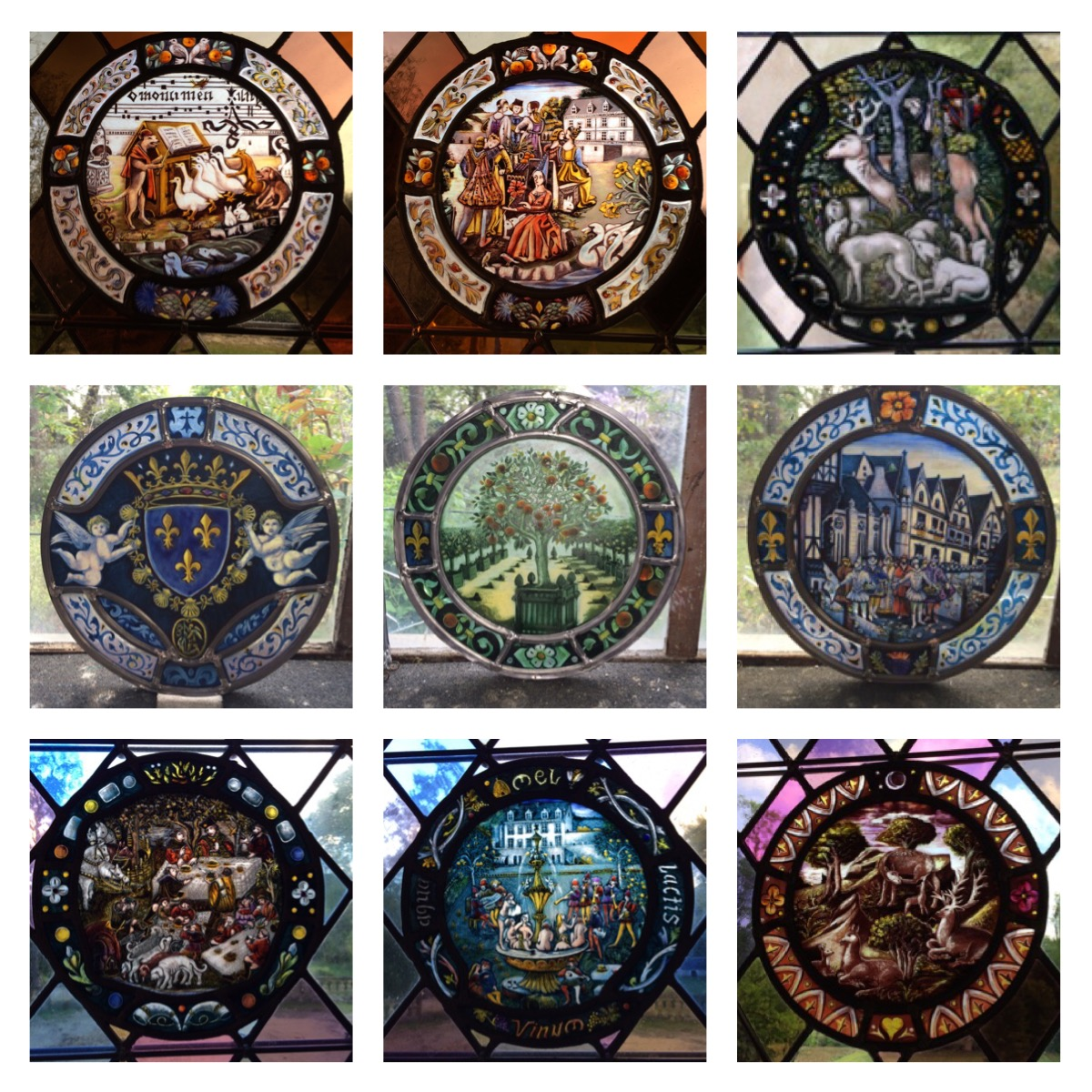
Vitral del castillo

#### Comedor del cardenal de Lorraine

Armas del cardenal de Guise

El comedor del cardenal Carlos de Lorena-Guisa dispone de una chimenea monumental con un dintel con las armas del cardenal propietario del lugar, y el frontón de cesta está adornado al gusto del Renacimiento francés: roleos, cuernos de la abundancia, mascarones y grutescos, putti, grifos, etc. Las jambas están dobladas con pilastras rematadas con capiteles de orden compuesto.
Esta pieza albergó en 1559 las reuniones secretas entre Catalina de Médicis, el duque de Guisa, su hermano el cardenal de Guisa y el joven rey Francisco II y su esposa Marie Estuardo, para frustrar la conspiración de Amboise iniciada por los protestantes. Las vidrieras restauradas incluyen episodios de la conspiración y un retrato del cardenal de Guisa que la reprimió.

## Dependencias del dominio

### Dependencias troglodíticas

#### Capilla trogloditica

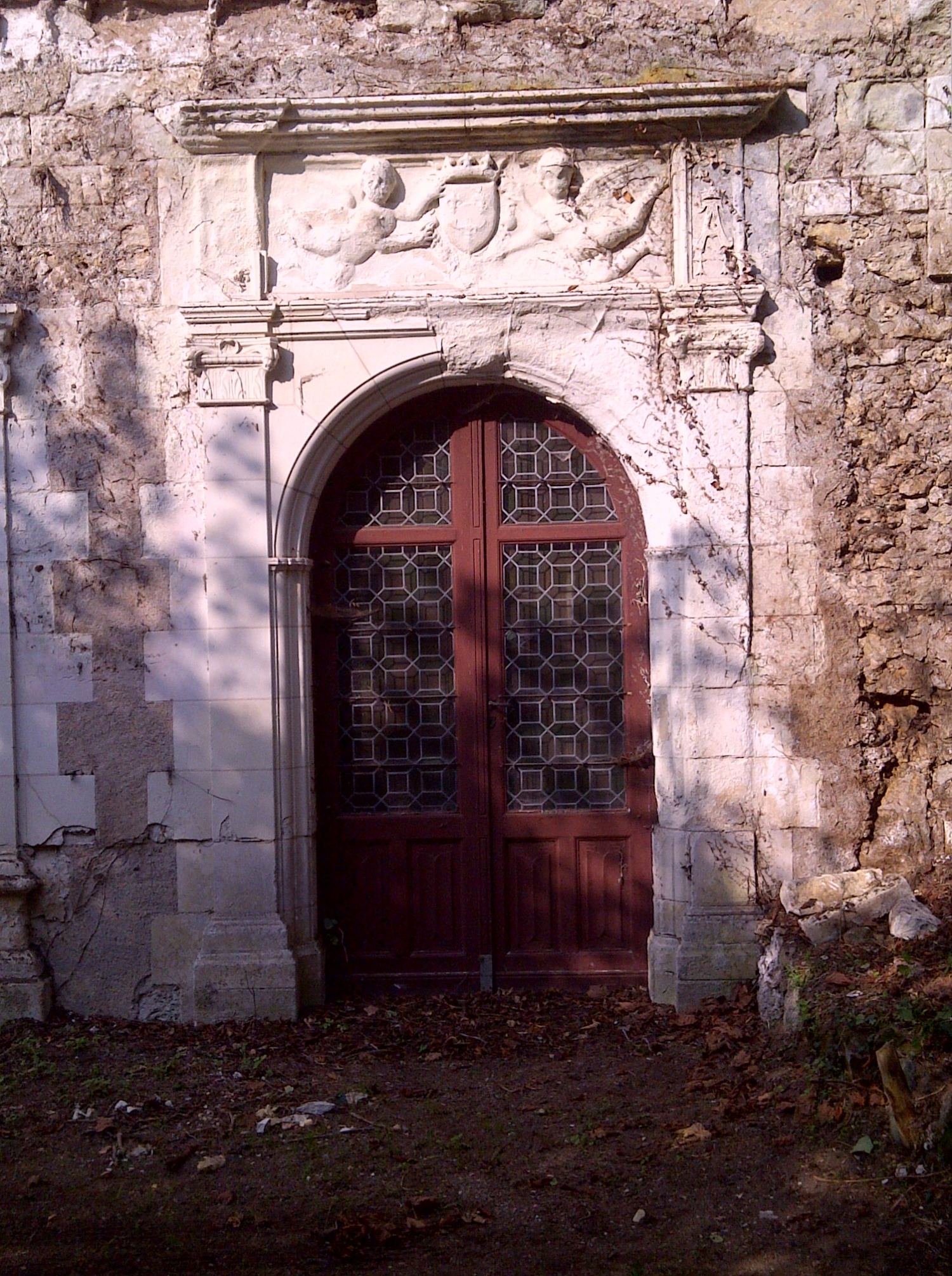
Fachada de la capilla

El logis real no disponía de capilla en la época de su construcción. René de Saboya luego titular del dominio encargó una capilla semi-troglodita al pie del acantilado, volando sobre la parte oriental de la terraza. Adyacente al piñón este del logis real con el que se comunica, fue consagrada al culto mariano por Yves Mahyeuc el 19 de agosto de 1515. Su fachada, cuyo paramento es de mampuestos, está abierta con una ventana y un portal arqueado cuyas jambas son de mampostería de piedra tufa blanca. Este último está coronado por un parteluz tallado con las grandes armas de la Primera Casa de Valois, flanqueado por monogramas de Luis XII y Ana de Bretaña.
Un pequeño edículo en tufa blanca, tallada en el estilo de la cerámica de Andrea della Robbia, ocupa el fondo de la cavidad. Incluye: un panel enmarcado por dos pilastras decoradas con rollos (figurando pájaros, arcos y flechas y varios símbolos religiosos y profanos), una coronación por un arco decorado con roleos y rematado con un florero en bajorrelieve donde figura una "cabeza de Magdalena", una consola de roleos esculpida con un escudo vacío de armas y un pedestal cuyo dado está tallada con dos diablotinos. Este edículo, de estilo italiano, no tiene ningún equivalente en Turena. Además, un blasón en mal estado con las armas de René de Saboya permanece en una de las pilastras.
Una placa de mármol de Paros, grabada con una inscripción en latín y que acompaña al emblema de Luis XII del puerco espín, fue colocada en la capilla a principios del siglo XX.

#### Otras dependencias troglodíticas
Las cocinas están cerrados por una fachada cuyo paramento es de manpuestos. Esta fachada está abierta con dos ventanas y una puerta cuyas pinturas son de mampostería con sillares de piedra de tufa blanca. Esta última está rematada con un dintel decorado con una cartela esculpido con un escudo, rollos y rosetas. Estas cocinas disponen una chimenea cuyo forro y la capucha son de mampostería con sillares de piedra en tufa blanca y cuyo conducto (de un metro de sección) atraviesa la roca hasta una altura de 25 m.
La bodega, abovedada e intacta, se beneficia de una temperatura de 13 °C que se mantiene todo el año. Tres hornos de pan, al menos contemporáneos con la construcción del Logis real, han sido descubiertos; uno de ellos, en perfectas condiciones, es visible en la terraza. El refrigerador también está siendo redescubierto, a mitad del «Sentier Dom-Pacello». Además, un palomar con 200 puestos se encuentra en el acantilado.

### Otras dependencias
Un pozo todavía con agua también ha sido redescubierto, en un emplazamiento inusual: en la terraza en frente del logis real. Consiste en una agujero de 12 m de profundidad cuyo encamisado es de piedras de talla.
Un molino hidráulico de uso metalúrgico (llamado «Moulin à Fer»), ubicado en el borde del río Amasse, dependía también el dominio.

## Biodiversidad del dominio
El parque y los jardines del Rey tienen muchas especies de animales y de plantas que constituyen una verdadera biodiversidad rara en plena ciudad. Fue parcialmente replantado por Jean Théodore Coupier, curador en el Museo del Louvre y propietario de finales del siglo XIX del dominio.
Una nueva contribución de especies raras de plantas se llevó a cabo para ampliar y enriquecer la historia del lugar (cítricos, coníferas, grandes árboles ornamentales, plantas mediterráneas) y de devolverlo a su aspecto original del Primer Renacimiento pacellieno siguiendo la inspiración de Poggio Reale en Italia.
Durante las restauraciones de los últimos años se han limpiado y reencontrado siete senderos históricos que jalonan la zona que rodea el castillo, la ladera, la fuente, el vergel y el huerto real.

## Galería de imágenes

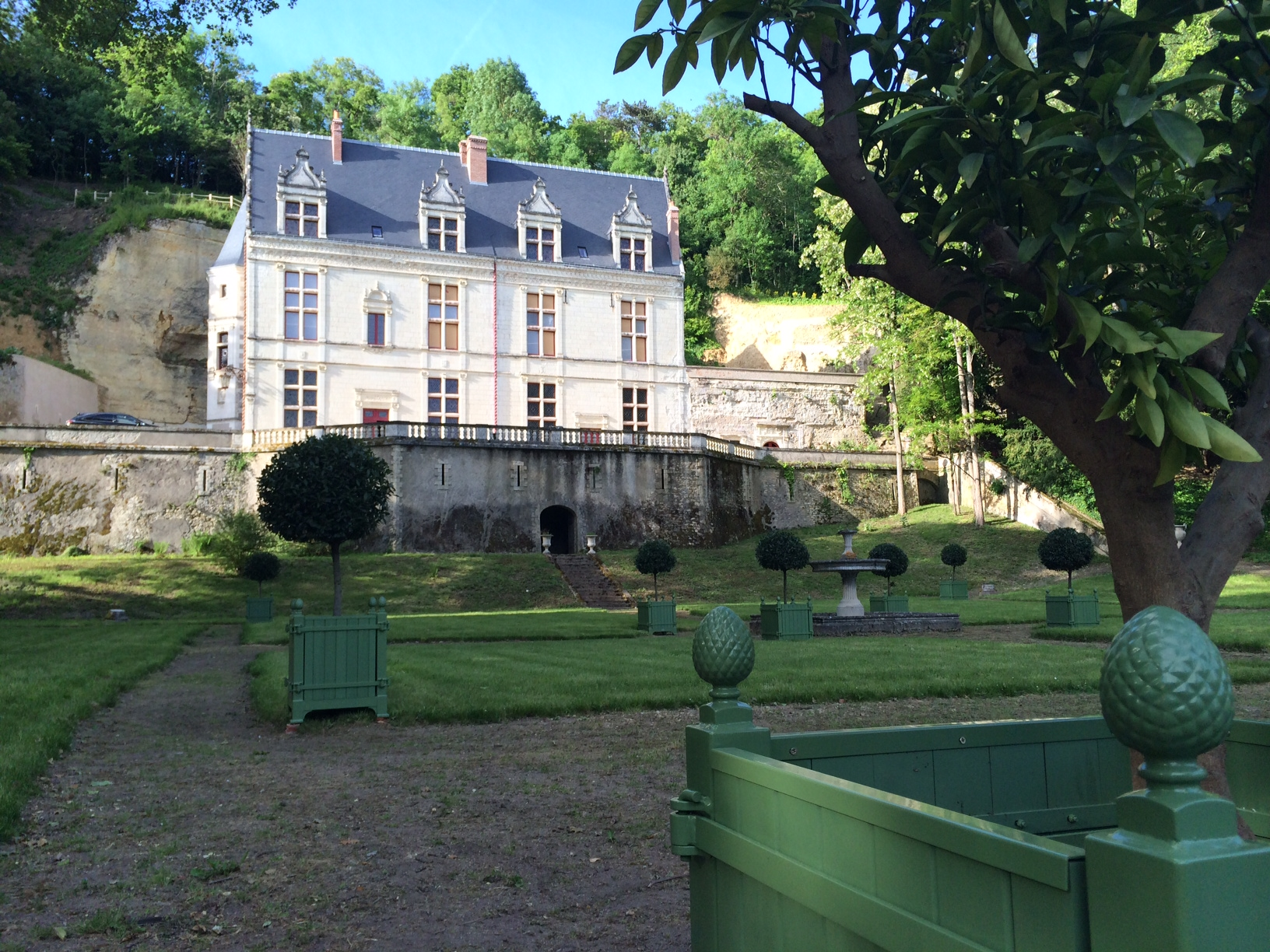
Vista de la torre
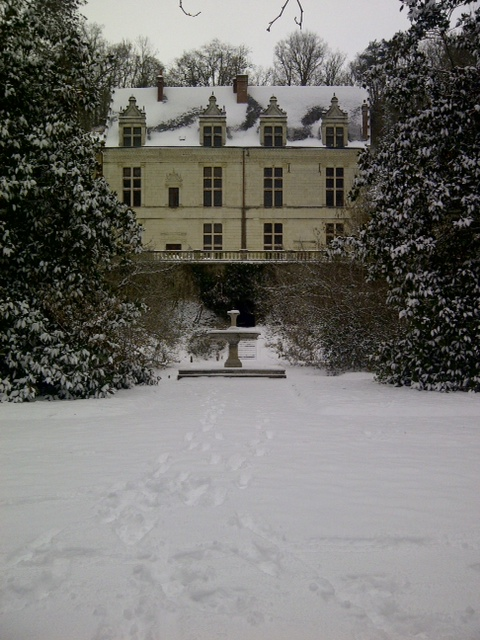
Château Gaillard bajo la nieve
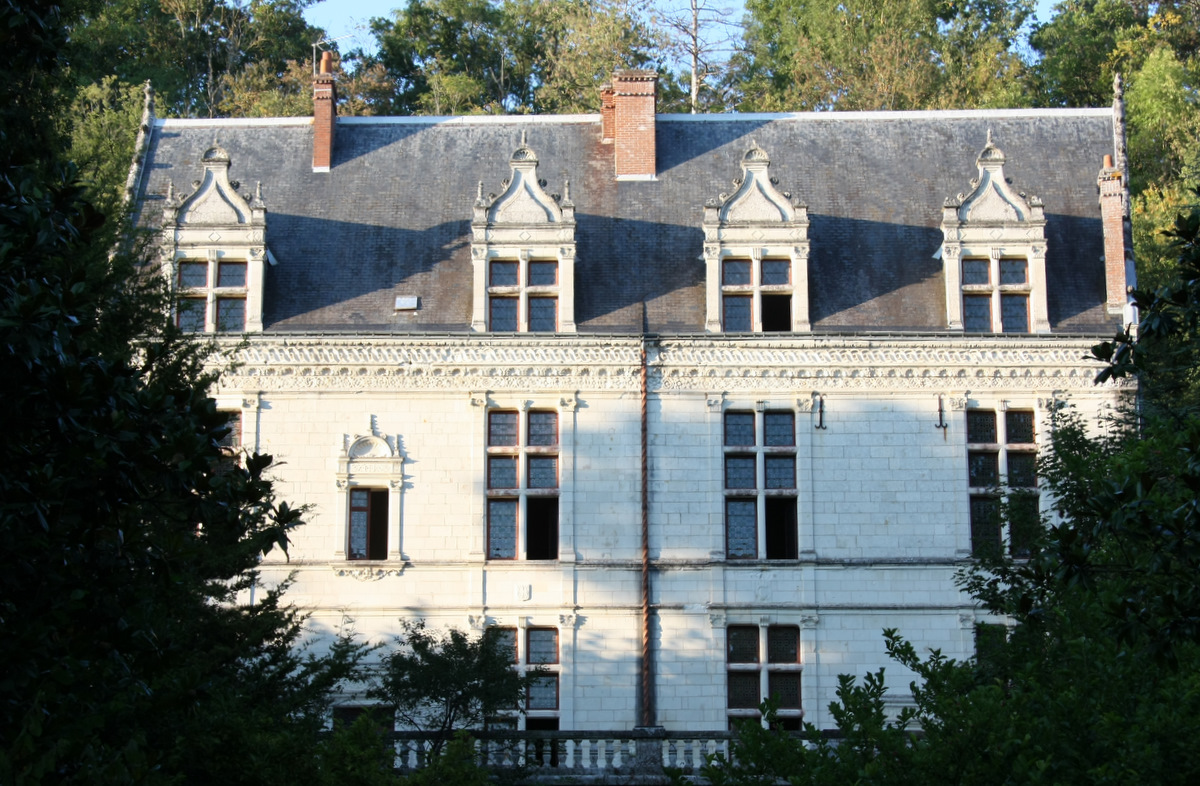
Château Gaillard en la intimidad
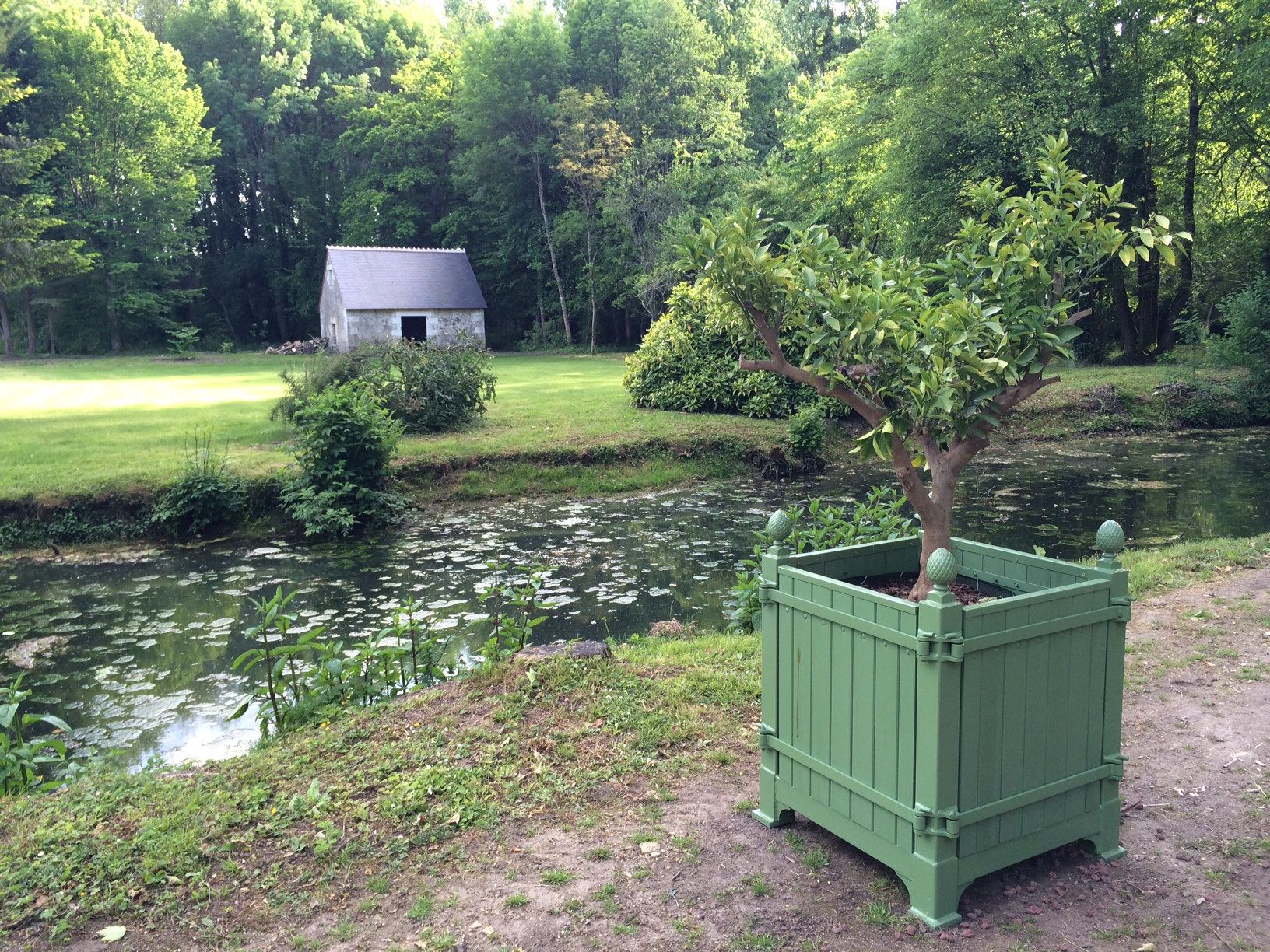
Cajas con naranjos
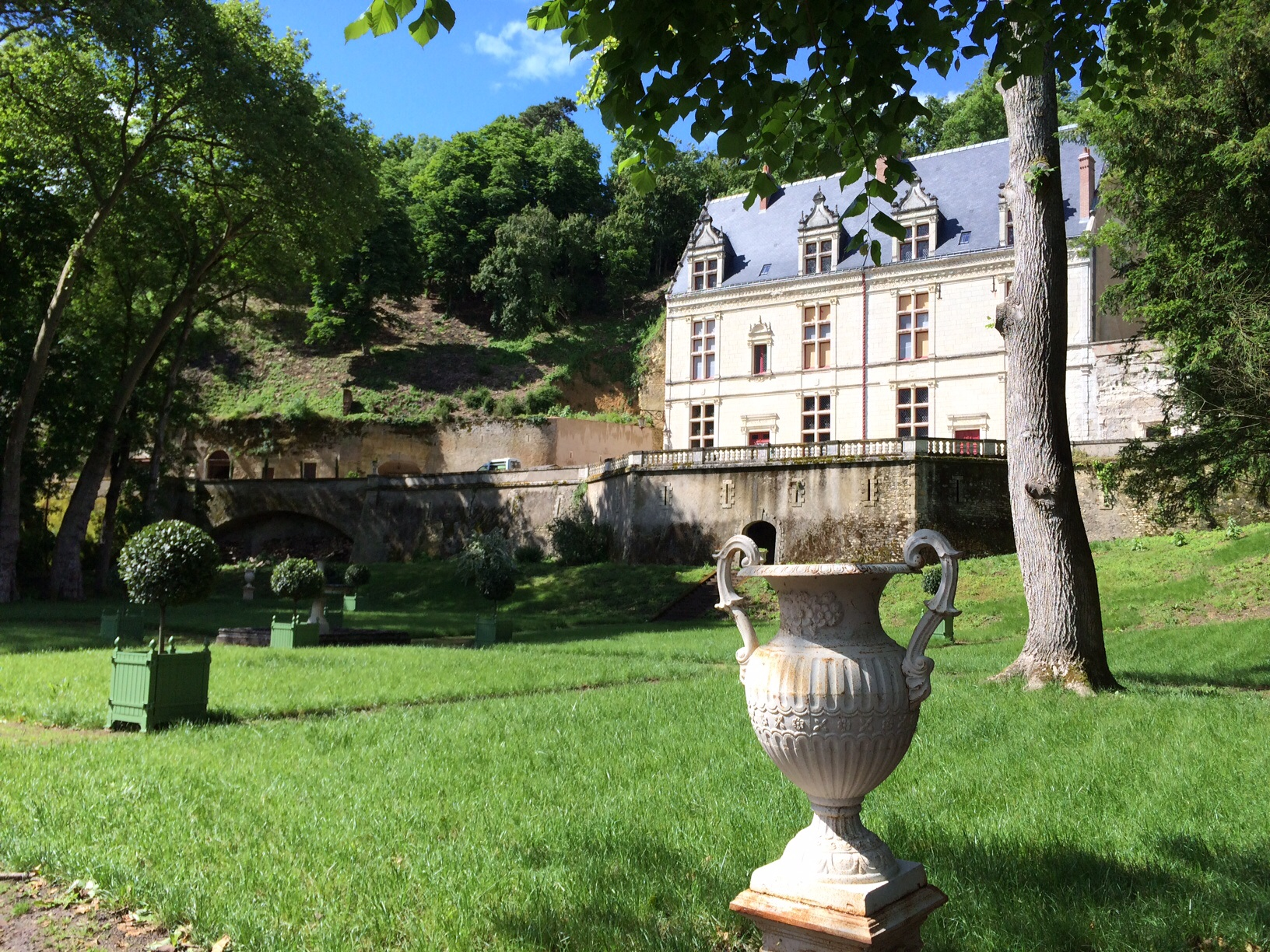
Vista desde los jardines
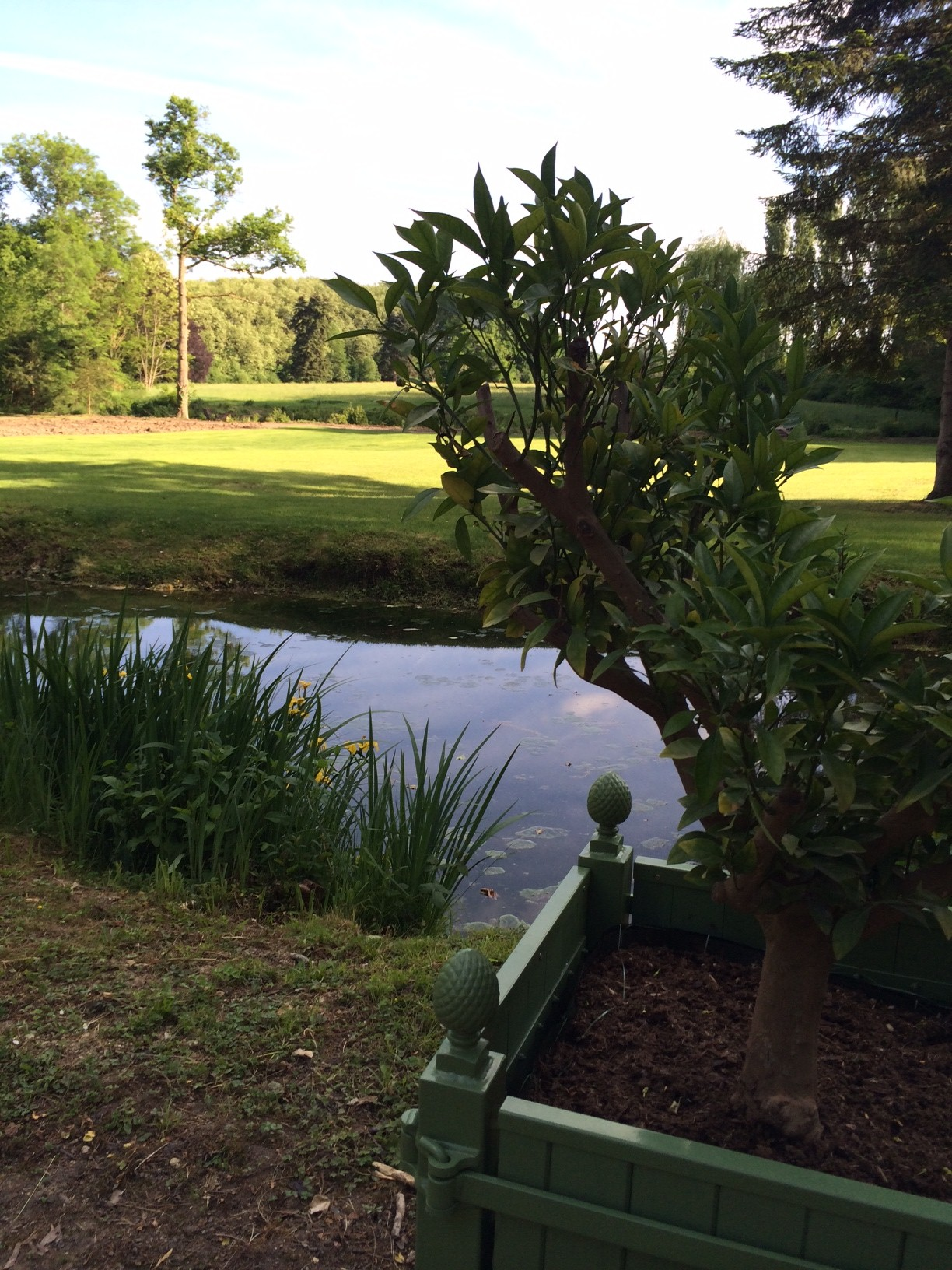
El río Amasse
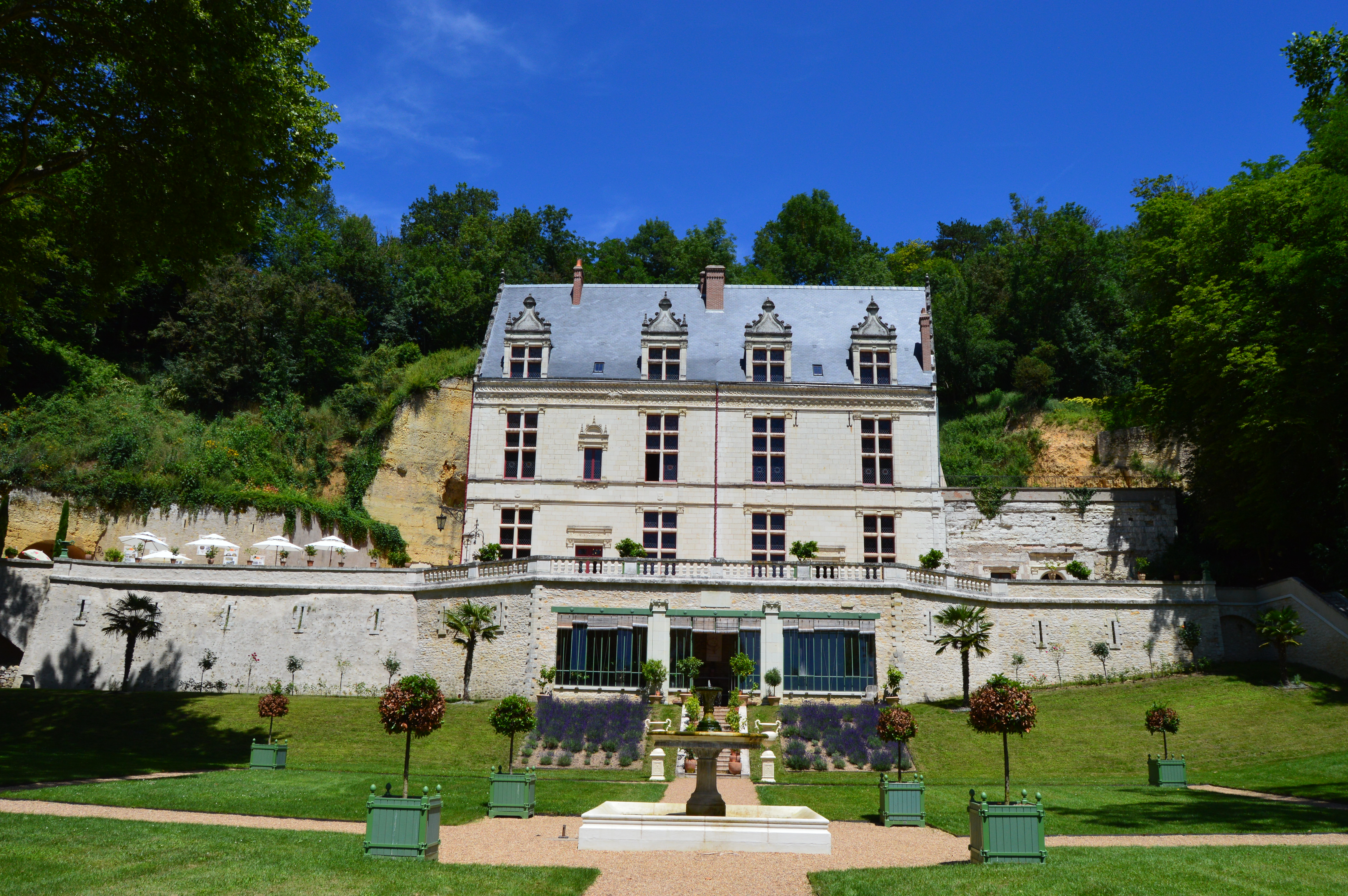
Perspectiva del castillo
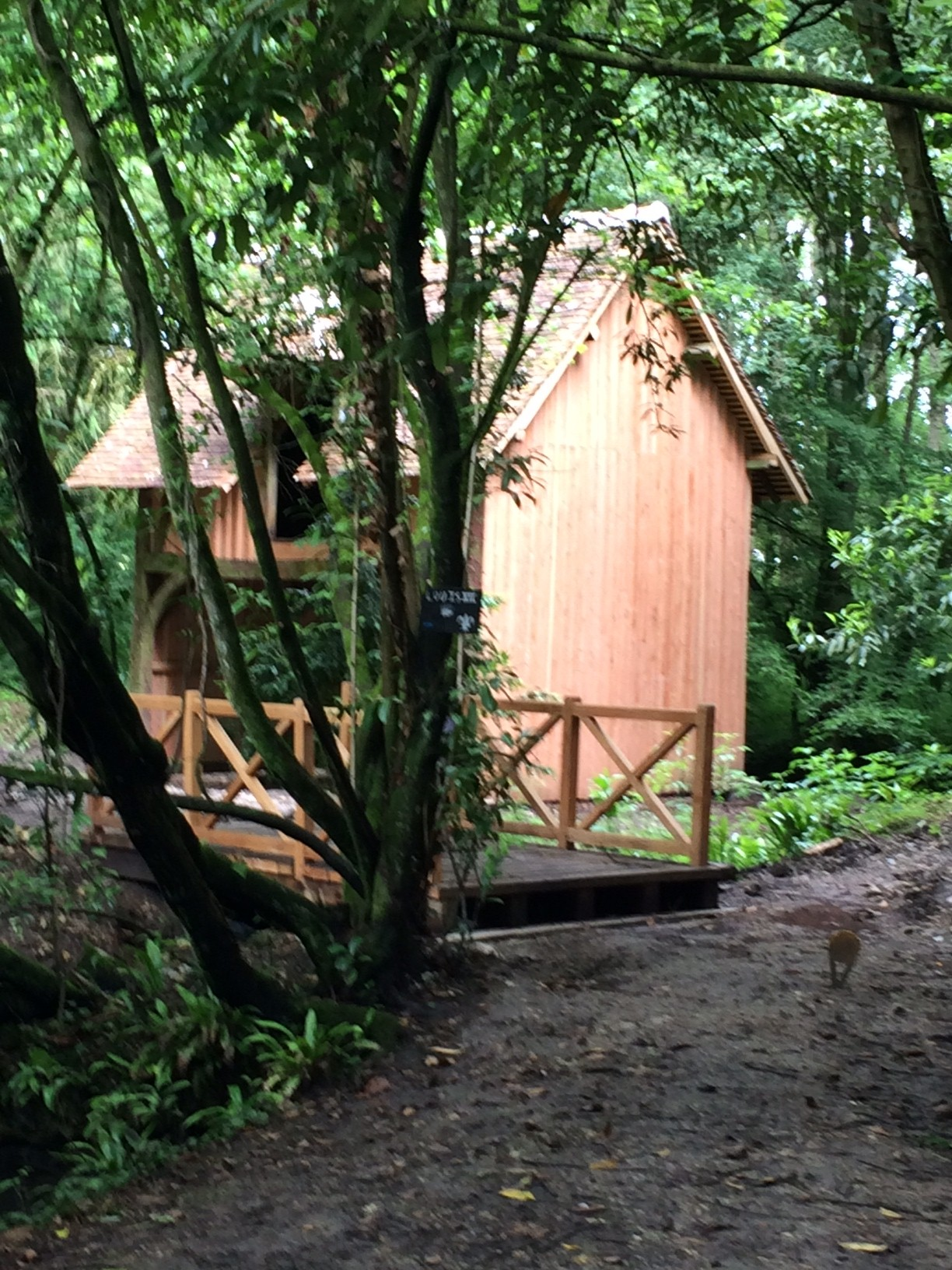
Pabellón de caza en el parque
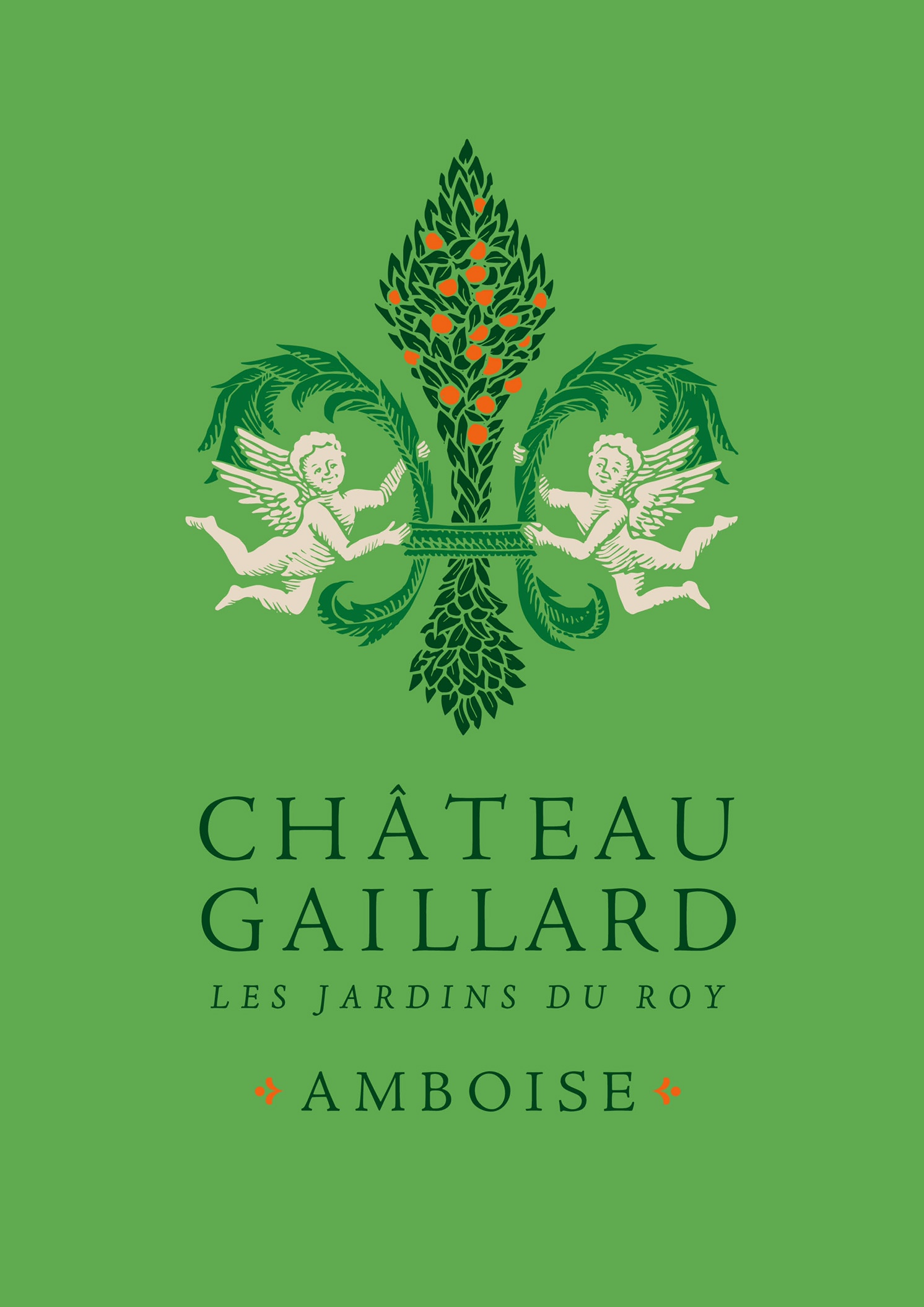
Cartel del Château